# Allgemeine Betriebswirtschaftslehre
Die Allgemeine Betriebswirtschaftslehre (kurz ABWL) ist ein Teilgebiet der Betriebswirtschaftslehre, das allgemeingültige Aussagen macht, ohne dabei spezielle Branchen zu betrachten wie die Industriebetriebslehre oder die Handelsbetriebslehre. Sie ist damit eine wirtschaftszweigneutrale Funktionendarstellung. Der Betriebswirt Günter Wöhe wies jedoch darauf hin, dass diese Einteilung lediglich für die Lehre, nicht aber für die Forschung bedeutsam sei.

## Gegenstand und Methoden
Sie befasst sich mit Themen wie den optimalen Unternehmensstandort, die Rechtsform und die Entscheidungstheorie. Themen der sogenannten speziellen Betriebswirtschaftslehren wie der Beschaffung, Produktionswirtschaft, Absatzwirtschaft, Rechnungswesen oder Finanzierung werden auch behandelt, sodass der Übergang zu diesen fließend ist.
Die Betriebswirtschaftslehre behandelt die wirtschaftliche Dimension von Betrieben und Unternehmen. Diese bilden dabei den sogenannten Erfahrungsgegenstand, also denjenigen Gegenstand, den die Betriebswirtschaft betrachtet. Davon abzugrenzen ist der sogenannte Erkenntnisgegenstand, also diejenigen Aspekte von Betrieben, die untersucht werden sollen. Während die Sozialwissenschaften Betriebe unter sozialen Gesichtspunkten betrachten und Ingenieurwissenschaften die technischen, betrachtet die Betriebswirtschaft die wirtschaftlichen Aspekte.

### Erfahrungsgegenstand
Die Betriebswirtschaft betrachtet wirtschaftliche Einheiten, die produktiv tätig sind, um Fremdbedarf zu decken. Haushalte dagegen decken den Eigenbedarf.
- Betriebe: Werden uneinheitlich definiert. Teils ist es ein Oberbegriff zu Haushalt und Unternehmen, meist werden jedoch nur solche Wirtschaftseinheiten darunter verstanden, die Fremdbedarf decken.
- Unternehmen ist ebenfalls ein unterschiedlich definierter Begriff. Häufig ist es ein Betrieb, der in einem marktwirtschaftlichen System tätig ist (als Abgrenzung zu Betrieben in Planwirtschaften) und dabei Gewinnerzielungsabsichten hat (im Gegensatz zu öffentlichen Betrieben, die nur kostendeckend arbeiten sollen)
- Firma ist der Name eines Unternehmens.
- Gesellschaft ist die Rechtsform eines Unternehmens, beispielsweise Gesellschaft mit beschränkter Haftung (GmbH), Aktiengesellschaft (AG) oder Kommanditgesellschaft (KG).

### Erkenntnisgegenstand
Über den Erkenntnisgegenstand herrscht innerhalb der Betriebswirtschaft keineswegs Einigkeit. Während manche Wissenschaftler für eine sogenannte Einheitswissenschaft eintreten, die alle Probleme betrachtet, die Betriebe und Unternehmen betreffen (beispielsweise Vertreter der Managementlehre), fordern andere eine Beschränkung auf rein wirtschaftliche Aspekte, um die Betriebswirtschaft als sogenannte Einzelwissenschaft zu gestalten.
Häufig wird dabei unterstellt, dass Unternehmen nach (langfristiger) Gewinnmaximierung streben. Einerseits werden Unternehmen gerade wegen dieses Zwecks gegründet, andererseits verfolgen in der Realität nicht alle Unternehmen dieses Ziel. Gelegentlich wird auch ein Ausgleich der verschiedenen Interessengruppen betrachtet. Zu diesen gehören neben den Unternehmenseigentümern, die Arbeitnehmer, die Kunden und die Öffentlichkeit.

## Aufgabenbereiche
Die Betriebswirtschaftslehre als Einzelwissenschaft hat die beiden Aufgabenbereiche der Forschung und der Lehre. In der Forschung haben sich dabei verschiedene Methoden bewährt wie Klassifizierung und Typisierung, die Hermeneutik (Auslegung von Aussagen), die Deduktion (von allgemeinen Gesetzmäßigkeiten auf konkrete Einzelfälle schließen), die Induktion (von einer begrenzten Anzahl konkreter Fälle auf den allgemeinen Fall schließen) und die Algorithmik. Einige Fachvertreter lehnen die Hermeneutik als Grundlagenmethode der Betriebswirtschaftslehre ab. Manfred Bardmann schreibt, die Hermeneutik werde nicht als wissenschaftliche Methode anerkannt, da sie keine Methode des Erklärens sei. Christian Julmi belegt in einem empirischen Review, dass die Methode des Erklärens in fast allen Lehrbüchern der Betriebswirtschaftslehre tatsächlich als die alleinige wissenschaftstheoretische Basis der Betriebswirtschaftslehre angesehen wird, während die Methode des Verstehens, zu der die Hermeneutik gehört, entweder nicht erwähnt oder abgelehnt wird.  Diese Lehrbuchsicht steht damit im Widerspruch zur Forschungspraxis der Betriebswirtschaftslehre, die eine Vielzahl hermeneutisch orientierter Arbeiten umfasst.
Es wird zwischen verschiedenen Forschungszusammenhängen unterschieden:
- Beschreibungszusammenhang: (Auch deskriptiver Zusammenhang) Hier werden Objekte in Teilen Eigenschaften und Relationen untersucht. Beispiele sind Produktionssysteme, die aus Werken, Montagelinien und einzelnen Maschinen bestehen, oder die verschiedenen Arten der Finanzierung, die Kreditaufnahme, Ausgeben von Anleihen oder Aktien, oder der Verwendung von Rücklagen.
- Entdeckungszusammenhang: (auch theoretischer Zusammenhang) Behandelt die Gewinnung neuer Erkenntnisse.
- Begründungszusammenhang: (auch normativer Zusammenhang) Behandelt die Rechtfertigung von Aussagen.
- Gestaltungszusammenhang: (auch pragmatischer Zusammenhang) Darunter versteht man die Anwendung der Erkenntnisse zur Lösung betrieblicher Probleme.

Die Lehre ist neben der Forschung das andere wichtige Gebiet jeder Wissenschaft. Die Betriebswirtschaft wird im Rahmen von Studiengängen und kaufmännischen Ausbildungen unterrichtet (Betriebswirt).

## Rahmenbedingungen
Zu den Rahmenbedingungen, unter denen Unternehmen wirtschaften, gehört das Wirtschaftssystem. In westlichen Ländern handelt es sich dabei um eine Form der Marktwirtschaft, so zum Beispiel auch Deutschland mit der sozialen Marktwirtschaft. Betriebe in einer Planwirtschaft stehen dagegen teils vor gänzlich anderen Herausforderungen. Verbände können ebenfalls großen Einfluss auf Unternehmen haben, beispielsweise durch Forderungen nach mehr Umweltschutz. Innerhalb von Unternehmen können Gewerkschaften eine Rolle spielen. Innerhalb Europas spielt die Europäische Union eine große Rolle. Einfluss auf das unternehmerische Handeln hat auch das jeweilige Steuersystem.
Die Unternehmensordnung garantiert dabei gewisse Mindeststandards für bestimmte Interessengruppen, was durch bestimmte Rechtsgebiete zum Ausdruck kommt, wie dem Verbraucherschutz, dem Arbeitsrecht und dem Mitbestimmungsrecht.

## Entscheidungen
In einer sozialen Marktwirtschaft kommen den Entscheidungen der Entscheidungsträger eines Unternehmens besondere Bedeutung zu. Die Entscheidungstheorie beschreibt, wie in der Praxis Entscheidungen getroffen werden, bietet einen theoretischen Rahmen zur Beschreibung und gibt Empfehlungen, wie sie ablaufen sollten, um die Unternehmensziele optimal zu erreichen. Von besonderer Bedeutung sind die sogenannten konstitutiven Entscheidungen, die sich mit besonders wichtigen, seltenen Entscheidungen befassen, die insbesondere bei Gründung und Sanierung eines Unternehmens auftreten. Sie betreffen den Unternehmensstandort, die Rechtsform und Unternehmenszusammenschlüsse wie Fusionen, oder Kartelle. Täglich anstehende, sich teilweise auch wiederholende Entscheidungen heißen operative Entscheidungen.

## Überblick über Fachgebiete
Im Rahmen der allgemeinen Betriebswirtschaftslehre werden auch Themen behandelt, die sich mit den einzelnen funktionellen Betriebswirtschaften überschneiden.

## Standardwerk
Als Standardwerk der Allgemeinen Betriebswirtschaftslehre gilt das im Jahre 1960 erstmals erschienene Fachbuch von Günter Wöhe, Einführung in die Allgemeine Betriebswirtschaftslehre.